# Eurostar

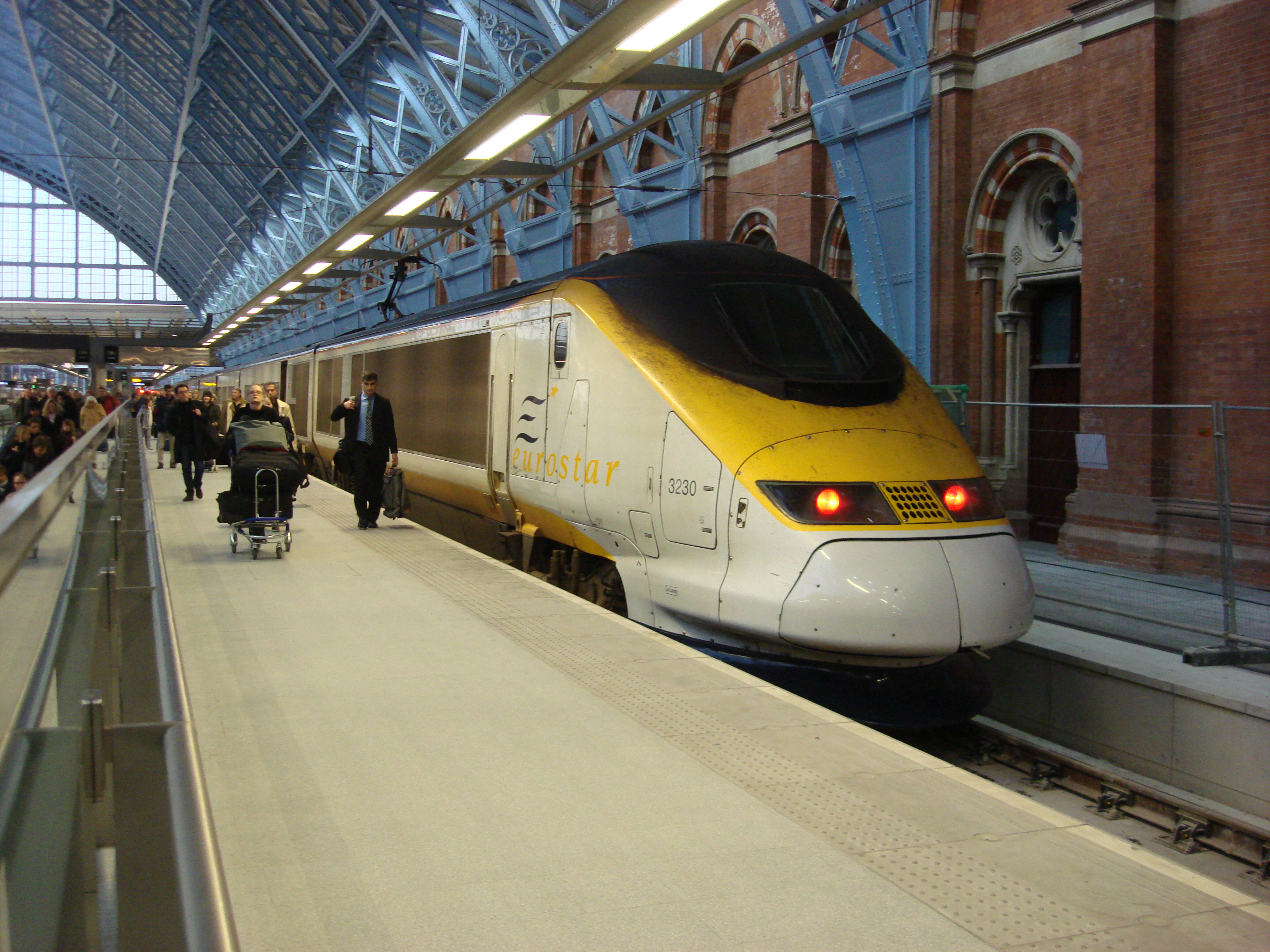
L'Eurostar arribant a Londres.

L'Eurostar és un servei de tren d'alta velocitat que connecta les ciutats de Londres, París i Brussel·les. La connexió de França i Gran Bretanya es fa travessant el Canal de la Mànega a través de l'Eurotúnel. Les principals estacions són l'Estació de Sant Pancras, que va substituir l'Estació de Waterloo International en 2007 a Londres, la Gare du Nord de París i la de Brussel·les Sud.